# Normandie-Raffinerie
Die Normandie-Raffinerie, französisch Raffinerie de Normandie oder Raffinerie de Gonfreville L’Orcher nach dem Standort in Gonfreville-l'Orcher, ist eine Erdölraffinerie in der Normandie westlich von Le Havre, die von Total Raffinage Chimie SA betrieben wird. Mit einem Röhöleinsatz von 12 Mio. Tonnen pro Jahr ist sie die größte Raffinerie in Frankreichs und eine der größten in Europa. Die Raffinerie stellt 12 % der gesamten Raffineriekapazität Frankreichs zur Verfügung, die petrochemische Fabrik produziert 11 % des gesamten im Land hergestellten Kunststoffmaterials. Die Endprodukte werden in mehr als 60 Länder geliefert.
Der Raffinerie im Nordwesten Frankreichs ist eine petrochemischen Fabrik angegliedert, sodass neben Benzin, Diesel, Kerosin und Schmieröl auch Kunststoffgranulat hergestellt wird. Zwischen 2000 und 2010 wurde eine halbe Milliarde Euro in die Anlagen investiert um die Produktion der veränderten Nachfrage anzupassen und die Prozesse energieeffizienter zu gestalten.